# ريكنباخ (تورغاو)
ريكنباخ (بالألمانية: Rickenbach) هي إحدى بلديات مقاطعة مونكفيلن في كانتون تورغاو في سويسرا. تبلغ مساحتها 1.56 كيلومتر مربع، ويقدر عدد سكانها بـ 2773 نسمة (حسب تعداد ديسمبر 2015).